# 蘇塞尼鄉 (哈爾吉塔縣)
46°40′0″N 25°33′0″E / 46.66667°N 25.55000°E
蘇塞尼鄉（羅馬尼亞語：Comuna Suseni, Harghita），是羅馬尼亞的鄉份，位於該國中部，由哈爾吉塔縣負責管轄，面積221平方公里，海拔高度757米，2007年人口5,116，人口密度每平方公里23人。